# ۴۸۲ (قمری)
۴۸۲ (قمری)، چهارصد و هشتاد و دومین سال در گاهشماری هجری قمری است. اول محرم این سال برابر با بیست و دوم مارس سال ۱۰۸۹ میلادی است.

## رویدادها
- پایان سرایش علی‌نامه توسط دانشی طوسی.